# ساحل الخديوية الصومالي
كان ساحل الخديوية الصومالي عبارة عن هيمنة قصيرة الأمد لخديوية مصر على عدد قليل من موانئ الساحل الصومالي الشمالي. جاء ذلك عندما أمر إسماعيل باشا في عام 1874 بإرسال سفينتين حربيتين وثلاث سفن خديوية خطية باتجاه الساحل الصومالي الشمالي. بعد عشر سنوات، بسبب تمرد داخلي في أراضي الخديوية المصرية، اضطرت إلى التخلي عن أراضيها الصومالية في عام 1884، وبدأت بريطانيا في الاستيلاء على هذه الموانئ. تضمنت الخلافات التي دارت خلال الإدارة المصرية قيام الخديوية بدفع رسوم الموانئ للعثمانيين، والتفتيش على وضع تجارة الرقيق، وترسيم الحدود مع الساحل الصومالي الفرنسي وكذلك الحبشي باتجاه الغرب.